# Kaharn Phetsivilay
Kaharn Phetsivilay (* 9. September 1998 in Luang Prabang) ist ein laotischer Fußballspieler.

## Karriere

### Verein
Kaharn Phetsivilay stand bis Ende 2017 beim Dragon King FC unter Vertrag. Im Januar 2018 wechselte er zum Young Elephants FC. Der Verein aus der laotischen Hauptstadt Vientiane spielte in der ersten Liga des Landes, der Lao Premier League. 2020 und 2022 gewann er mit den Elephants den Lao FF Cup. Am Ende der Saison 2022 und 2023 feierte er mit dem Verein die latosische Meisterschaft.

### Nationalmannschaft
Kaharn Phetsivilay spielte 2018 einmal in der laotischen U23-Nationalmannschaft. Hier kam er im Rahmen der Asian Games im Spiel gegen die U23-Mannschaft von Taiwan zum Einsatz.
Seit 2018 spielt er für die Nationalmannschaft von Laos. Bisher kam er auf neun Einsätze.

## Erfolge
Young Elephants FC
- Laotischer Meister: 2022, 2022
- Laotischer Pokalsieger: 2020, 2022